# 袁緯
袁緯（16世紀—17世紀），字環極，江西南康府安義縣依仁里人，明朝政治人物。

## 生平
袁緯是萬曆三十四年（1606年）丙午科江西鄉試舉人，授進賢教諭，任福建鄉試同考官，陞石門知縣，清操卓然，辭官後杜門不出，以著述為業，士人多稱頌，去世後入祀鄉賢祠。

## 引用
1. 1 2  同治《安義縣志·卷九·人物志》：袁緯，字環極，依仁里人，以萬厯丙午鄉薦廣文鍾陵，分試閩闈，陞湖廣岳州府澧州石門知縣，蓻蘭剪，清操卓然，歸休杜門，日以著述垂範於後，學士多稱之，崇祀鄉賢。 府志、陳志、張志稿